# Candida albicans
Candida albicans er en gærsvamp i slægten Candida. Under normale omstændigheder lever den i 80 % af den menneskelige population uden at volde skade. Overvækst resulterer dog i sygdom og kaldes candidiasis.
Hyppige infektioner forårsaget af Candida albicans omfatter trøske og vaginitis.
Hos immunkompromiterede individer, f.eks. hos AIDS-patienter eller kræftpatienter, kan gærsvampen sprede sig og give alvorlige infektioner.